# Зыбелин, Семён Герасимович
Семён Герасимович Зыбелин (25 августа [5 сентября] 1735 — 26 апреля [8 мая] 1802, Москва) — российский медик, один из первых русских профессоров медицины в Московском университете.

## Биография
Из духовного звания. Начальное образование получил в Славяно-греко-латинской академии. Поступил в Московский университет сразу же по его открытии в 1755 году, изучал философские, юридические и филологические науки. Обучаясь в университете, он в то же время преподавал латинский язык в университетской гимназии. В университете он слушал лекции по русской и латинской словесности у профессора Поповского, по арифметике и геометрии у профессора Барсова, по логике, метафизике и нравоучительной философии у профессора Фроммана и по естественному, общенародному, римскому праву и всеобщей истории у профессора Дильтея.
В 1758 году был послан за границу изучать медицину. Сначала обучался в Кёнигсберге; с 1763 года — в Лейдене, где в 1764 году защитил диссертацию «De saponibus medicis nativis ex triplici regno naturae petitis» и получил степень доктора медицины.
В 1765 году по возвращении в Россию получил должность экстраординарного профессора по кафедре теоретической медицины московского университета. В 1768 году назначен на должность ординарного профессора. Он читал самые разные медицинские предметы и был известен как один из самых красноречивых лекторов. Ведя преподавание на русском языке (а не на латыни, как было принято), Зыбелин способствовал созданию правильного и точного языка для врачебной науки. Он ввёл на лекциях демонстрацию опытов. В 1771 году был одним из организаторов борьбы с эпидемией чумы в Москве. 21 марта 1784 года был избран членом Российской академии.
В течение 15 лет он состоял бесплатным врачом при университетской больнице; завещал университету свою библиотеку, которая была передана Физико-медицинскому обществу.
На его надгробии выбита эпитафия:
По сердцу и уму се истинный мудрец,

Он славы не искал, но был наук красою,

Любовь ко ближнему была его душою;

Из тихих дней его она сплела венец

Для муз отечества, который не увянет, -

Зыбелин вечно жить своею пользой станет
Брат Семёна Зыбелина Алексей Герасимович Зыбелин был архиепископом Казанским.
В 1954 году в Москве были изданы его избранные произведения.